# جایزه اوبی
جایزه اوبی (انگلیسی: Obie Award) جایزه سالانه‌ای است که به نمایش‌های خارج از برادوی داده می‌شود. این جایزه توسط ویلج ویس پایه‌گذاری شد. جایزه اوبی در واقع پوشش‌دهنده نمایش‌هایی است که در تونی درنظر گرفته نمی‌شوند.
جایزه تونی بر نمایش‌های برادوی و جایزه اوبی بر نمایش‌های بیرون برادوی تمرکز دارد. نخستین مراسم اوبی در سال ۱۹۵۶ برگزار شد و تاکنون مراسم‌های سالانه آن ادامه داشته‌است.